# Oculina arbuscula
Espèce
Oculina arbuscula est une espèce de coraux appartenant à la famille des Oculinidae.